# Yuyushiki
Yuyushiki (ゆゆ式, yu yu shiki) est une série de mangas écrits et illustrés par Komata Mikami, qui a commencé dans le magazine édité par Houbunsha Manga Time Kirara à partir d'avril 2008. Un anime adapté par Kinema Citrus, qui a été diffusé au Japon entre avril et juin 2013. Un OAV est sorti le 22 février 2017. Le nom de la série est dérivé du terme "yuyushiki jitai" (由々しき事態, lit. "dans une situation sérieuse").

## Synopsis
La série suit la vie quotidienne de trois lycéennes ; l'intelligente mais enfantine Yuzuko, la stupide Yukari et la mature et facilement irritable Yui, qui font toutes partie du Club d'informatique de leur école (情報処理部 Jōhōshori-bu). Comme les filles passent leurs journées à discuter, elles évoquent occasionnellement des thèmes à rechercher quand elles sont dans la salle du club.

## Personnages
Yuzuko Nonohara (野々原 ゆずこ, Nonohara Yuzuko)
voix japonaise : Rumi Ōkubo (en)
La première membre du club de d'informatique. Elle a normalement une nature innocente mais parfois elle éclate dans des combats de comportement outrageux. Malgré son comportement ridicule et ses idées folles, elle est en fait très intelligente quand il s'agit d'étudier.
Yui Ichii  (櫟井 唯, Ichii Yui)
voix japonaise: Minami Tsuda (en)
La deuxième membre du club de d'informatique. Une fille généralement timide qui sert souvent de personnage sérieux, par rapport aux bêtises de Yuzuko et de Yukari, qui aiment souvent la taquiner.
Yukari Hinata (日向 縁, Hinata Yukari)
voix japonaise: Risa Taneda
La troisième membre du club de d'informatique. Une fille qui copiera souvent les tracas de Yuzuko, si elle les trouve amusants. Elle vient d'une famille riche et était amie avec Yui dans l'école primaire.
Chiho Aikawa (相川 千穂, Aikawa Chiho)
voix japonaise: Ai Kayano
Une camarade de classe des filles et la présidente de la classe. Elle est une fille tranquille qui admire beaucoup Yui et veut devenir amie avec elle, mais est généralement intimidée par Yuzuko et Yukari.
Kei Okano (岡野 佳, Okano Kei)
voix japonaise: Megumi Han
Une camarade de classe des filles et amie de Chiho. Elle aime beaucoup Chiho et est souvent froide envers Yui pour avoir éloigné Chiho d'elle.
Fumi Hasegawa (長谷川 ふみ, Hasegawa Fumi)
voix japonaise: Mana Shimizu
Une autre camarade des filles, et amie de Chiho et de Kei. Elle est consciente du goût de Kei pour Chiho et la taquine souvent à ce sujet.
Yoriko Matsumoto (松本 頼子, Matsumoto Yoriko)
voix japonaise: Yui Horie
L'enseignante de la classe des filles et conseillère du club informatique. Elle est souvent appelée "Maman" (お母さん  Okā-san) par ses élèves en raison de sa nature généralement gentille.

## Media

### Manga
La série originale de manga par Komata Mikami a commencé dans le magazine Manga Time Kirara édité par Houbunsha à partir d'avril 2008. Huit volumes tankōbon du manga sont sortis entre le 26 mars 2009 et le 26 juin 2016,.

### Anime
L'anime est produit par Kinema Citrus et est dirigé par Kaori. La composition de la série est faite par Natsuko Takahashi et la conception de personnages par Hisayuki Tabata. La série était diffusée entre le 9 avril et 26 juin 2013 et a été diffusée simultanément par Crunchyroll. Le thème de l'opening est "One Two!" (せーのっ! Sēno!) composé par Rumi Ōkubo, Minami Tsuda et Risa Taneda. Le thème d'ending est "Affection" d'Mayumi Morinaga. Sentai Filmworks a licencié l'anime en Amérique et un DVD sous titré est sorti le 1er juin 2014,. Un OVA est sorti au japon le 22 février 2017. Le thème d'opening de ce dernier est "Kirameki! no Hi" (きらめきっ！の日 Un jour pétillant!) et le thème d'ending est "Aozora no Tsukurikata" (青空のつくりかた Comment faire un ciel bleu), tous deux interprétés par Ōkubo, Tsuda et Taneda.